# Drożdżyce
Drożdżyce – wieś w Polsce położona w województwie wielkopolskim, w powiecie poznańskim, w gminie Stęszew.
Wieś Drosdzice położona była w 1580 roku w powiecie kościańskim województwa poznańskiego.
W okresie Wielkiego Księstwa Poznańskiego (1815–1848) miejscowość wzmiankowana jako Drożdżyce należała do wsi mniejszych w ówczesnym pruskim powiecie Kosten rejencji poznańskiej. Drożdżyce należały do okręgu czempińskiego tego powiatu i stanowiły część majątku Zadory, którego właścicielem był wówczas (1846) Żółtowski. Według spisu urzędowego z 1837 roku Drożdżyce liczyły 91 mieszkańców, którzy zamieszkiwali 8 dymów (domostw).
W latach 1975–1998 miejscowość administracyjnie należała do województwa poznańskiego.
We wsi znajduje się niedawno otwarty teren rekreacyjny dla młodzieży i dorosłych.